# 에피메니데스

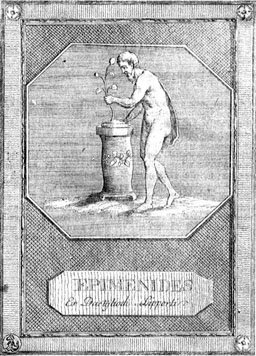
크노소스의 에피메니데스

크노소스의 에피메니데스(고대 그리스어: Ἐπιμενίδης)는 기원전 7세기나 6세기 크노소스 혹은 파이스토스 출신의 예언자이자 철학자, 시인으로, 반신화적인 인물이다.

## 생애
아버지의 양을 돌보는 동안 에피메니데스는 제우스에게 신성시되는 크레타 동굴에서 57년 동안 잠들었다고 전한다. 이후 그는 예지력의 재능으로 잠에서 깨어났다(디오게네스 라에르티오스 i. 109-115). 플루타르코스는 에피메니데스가 알크마이오니다이에게 오염된 아테나이를 정화하였으며, 솔론이 아테나이 국가를 개혁하는 데 있어 희생에 대한 예언자의 전문지식과 장례 관행의 개혁이 큰 도움이 되었다고 적었다. 그가 받아들일 유일한 보상은 신성한 올리브 가지와 아테나이와 크노소스 사이의 영원한 우정에 대한 약속이었다(플루타르코스, 솔론의 생애, 12장; 아리스토텔레스, 아테나이인의 헌법, 1장).
아테나이오스 또한 아테나이를 정화하기 위해 목숨을 바친 것으로 여겨지는 에라스테스와 에로메노스 관계의 크라티노스와 아리스토데모스의 자기 희생과 관련해서도 그를 언급하고 있다. 고대에도 이 이야기를 단지 허구라고 생각하는 사람들이 있었다(데이프노소피스타이, XIII. 78-79). 디오게네스 라에르티오스는 그의 저서 철학자의 생애에서 에피메니데스와 솔론 간의 여러 가짜 편지를 보전하였다. 에피메니데스는 또한 스파르타에서 군사 문제를 예언했다고 전해진다.
에피메니데스는 노년에 크레타에서 사망하였다. 그의 동족에 따르면 후에 그를 신으로 추앙하여 거의 300년을 살았다고 한다. 다른 이야기에서는 그가 스파르타인과 크노소스인 사이의 전쟁에서 포로로 잡혔고, 그들을 위해 호의적인 예언을 하는 것을 거부하였기 때문에 납치한 사람들에 의해 사형에 처해졌다. 파우사니아스는 에피메니데스가 죽었을 때 그의 피부에 글씨로 된 문신이 새겨져 있었다고 기록하였다. 그리스인들은 주로 노예에게 문신을 하기 때문에 이것이 기이하게 여겨졌다. 현대의 일부 학자들은 이 문신을 에피메니데스가 중앙아시아의 샤머니즘 종교의 계승자라는 주장의 근거로 보았는데, 문신은 무속의 입문 과정과도 관련이 있기 때문이다. 에피메니데스의 피부는 행운의 부적으로 여겨진 것으로 보이며, 스파르타의 에포로스 회관에 보존되었다. 또한, 에피메니데스는 멜람푸스, 오노마크리토스와 함께 오르페우스교의 창시자 중 한 명으로 여겨진다.
디오게네스 라에르티오스에 따르면 에피메니데스는 크레타 섬에서 피타고라스를 만났고, 이디산의 동굴로 갔다.

## 작품

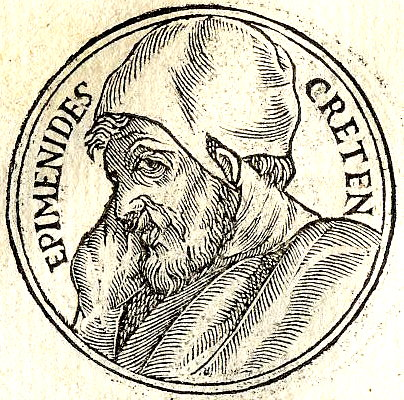
《프롬프투아리 이코눔 인시그니오룸》에 묘사된 에피메니데스

지금은 소실된 몇몇 산문과 시적 작품은 에피메니데스가 썼다고 전해주며, 그 중에는 신통기와 아르고나우타이의 원정을 다룬 서사시, 정화 및 희생에 관한 산문 작품, 우주기원론, 신탁, 크레타의 법에 관한 작품, 미노스와 라다만티스에 관한 논문 등이 있다.

### 〈크레티카〉
에피메니데스의 시 〈크레티카〉는 신약성서에서 두 번 인용된다. 이것의 유일한 원전은 9세기에 메르브의 이소다드가 사도행전에 쓴 시리아어 주석으로, J. 렌달 해리스 교수가 발견하여 기사 연재를 통해 그리스어로 편집하고 번역하였다.
이 시에서 미노스는 제우스를 다음과 같이 언급한다.
| J. 렌달 해리스의 가상 그리스어 텍스트: Τύμβον ἐτεκτήναντο σέθεν, κύδιστε μέγιστε, Κρῆτες, ἀεὶ ψευδεῖς, κακὰ θηρία, γαστέρες ἀργαί. Ἀλλὰ σὺ γ᾽ οὐ θνῇσκεις, ἕστηκας γὰρ ζοὸς αίεί, Ἐν γὰρ σοὶ ζῶμεν καὶ κινύμεθ᾽ ἠδὲ καὶ ἐσμέν. | 번역: 그들은 당신을 위해 거룩하고 높은 무덤을 만들었습니다. 크레타인, 언제나 거짓말쟁이, 사악한 짐승, 게으른 배. 그러나 당신은 죽지 않았습니다. 당신은 영원히 살며 머무르고, 당신 안에서 우리는 살고 움직이고 존재합니다. |

크레타인의 "거짓말"은 제우스가 필멸자라는 것이다. 에피메니데스는 제우스를 불멸의 존재로 여겼다. "크레타인, 언제나 거짓말쟁이"라는 구절은 에피메니데스와 동일한 신학적 의도를 가진 칼리마코스의 제우스에게 바치는 찬가에도 등장한다. 시의 4행은 사도행전 17장 28절("너희 시인" 중 어떤 사람들의 말)에 인용되어 있다.
2행은 디도에게 크레타인에 대해 경고하기 위해 디도에게 보낸 편지 1장 12절에 불분명한 지칭("그레데인 중의 어떤 선지자")과 함께 인용되어 있다. 이 구절의 "선지자"는 알렉산드리아의 클레멘스(《스트로마타》, 14장)를 통해 "에피메니데스"로 확인된다. 이 구절에서 클레멘스는 에피메니데스를 그리스 7현인 중 한 명으로 보아야 함을 "일부가 말한다고" 언급한다.
크리소스토무스(디도서 설교 3)는 다음과 같은 대체 단장을 두었다.
오 왕이시여, 당신의 무덤이라도
그들이 만들었으니, 한 번도 죽지 않았으나, 영원히 죽지 않으리니.

## 에피메니데스의 역설
에피메니데스가 거짓말쟁이의 역설의 변형인 에피메니데스의 역설과 어떤 연관이 있는지는 명확하지 않다. 에피메니데스 스스로는 "크레타인, 언제나 거짓말쟁이"를 언급하면서 모순이나 역설을 의도하지는 않은 것으로 보인다. 디도에게 보낸 편지에는 "그레데인 중에 어떤 선지자가 말하되 그레데인들은 항상 거짓말장이며 악한 짐승이며 배만 위하는 게으름장이라 하니"라는 경고가 있다. 중세에는 많은 형태의 거짓말쟁이 역설이 인솔루빌리아라는 제목으로 연구되었지만, 에피메니데스와는 관련이 없었다.

## 같이 보기
- 성서에 언급되는 비정전 책

## 참고 문헌
- 본 문서에는 현재 퍼블릭 도메인에 속한 브리태니커 백과사전 제11판의 내용을 기초로 작성된 내용이 포함되어 있습니다.

## 더 읽어보기
- Zaykov, Andrey. 스파르타에서 에피메니데스의 활동(러시아어 및 영어 요약). 고대사 저널. 모스크바, 2002. 4권. 110-130쪽.
- demonax.info 크레타 조각의 에피메니데스 보관됨 2024-12-02 - 웨이백 머신